# Папуа Нова Гвинеја на Светском првенству у атлетици у дворани 2014.
Папуа Нова Гвинеја је девети пут учествовала на Светском првенству у атлетици у дворани 2014. одржаном у Сопоту од 7. до 9. марта. Репрезентацију Папуе Нове Гвинеје представљала је једна такмичарка која се такмичила у трци на 60 м препоне.,
На овом првенству Папуа Нова Гвинеја није освојила ниједну медаљу. Није било нових националних, личних и рекорда сезоне.

## Учесници
Жене:
- Sharon Kwarula — 60 м препоне

## Резултати

### Жене
| Атлетичарка    | Дисциплина   | Лични рекорд | Квалификација | Квалификација | Полуфинале            | Полуфинале            | Финале                | Финале       | Детаљи |
| Атлетичарка    | Дисциплина   | Лични рекорд | Резултат      | Место         | Резултат              | Место                 | Резултат              | Место        | Детаљи |
| -------------- | ------------ | ------------ | ------------- | ------------- | --------------------- | --------------------- | --------------------- | ------------ | ------ |
| Sharon Kwarula | 60 м препоне | 8,68 НР      | 8,71          | 8. у гр. 3    | Није се квалификовала | Није се квалификовала | Није се квалификовала | 29 / 29 (30) |        |